# 70'erne
|  | For årtiet i det 20. århundrede, se 1970'erne. |
Århundreder: 1. århundrede f.Kr. – 1. århundrede – 2. århundrede
Årtier: 20'erne 30'erne 40'erne 50'erne 60'erne – 70'erne – 80'erne 90'erne 100'erne 110'erne 120'erne
År: 70 71 72 73 74 75 76 77 78 79